# Petrovo (Saràtov)
Petrovo - Петрово (rus) - és un poble de l'óblast de Saràtov, a Rússia, segons el cens del 2010 tenia 459 habitants. Pertany al districte municipal d'Atkarsk.